# Ачык-Суу
Ачык-Суу (кирг. Ачык-Суу) — село в Чон-Алайском районе Ошской области Кыргызстана. Входит в состав Кашка-Сууского айылного аймака.

## География
Село расположено в юго-западной части области, в высокогорной зоне, на правом берегу реки Ачык-Суу (левый приток Кызылсу), на расстоянии приблизительно 24 километров (по прямой) к юго-востоку от села Дараут-Курган, административного центра района. Абсолютная высота — 3043 метра над уровнем моря.

## Население
Согласно оценочным данным Национального статистического комитета Кыргызской Республики, численность населения села на начало 2023 года составляла 2770 человек.
| год     | 2009 | 2014 | 2015 | 2020 | 2021 | 2023 |
| ------- | ---- | ---- | ---- | ---- | ---- | ---- |
| человек | 2014 | 2268 | 2412 | 2588 | 2686 | 2770 |